# Xosablatta lobipennis
Xosablatta lobipennis är en kackerlacksart som beskrevs av Karlis Princis 1963. Xosablatta lobipennis ingår i släktet Xosablatta och familjen småkackerlackor. Inga underarter finns listade i Catalogue of Life.